# Tango 12

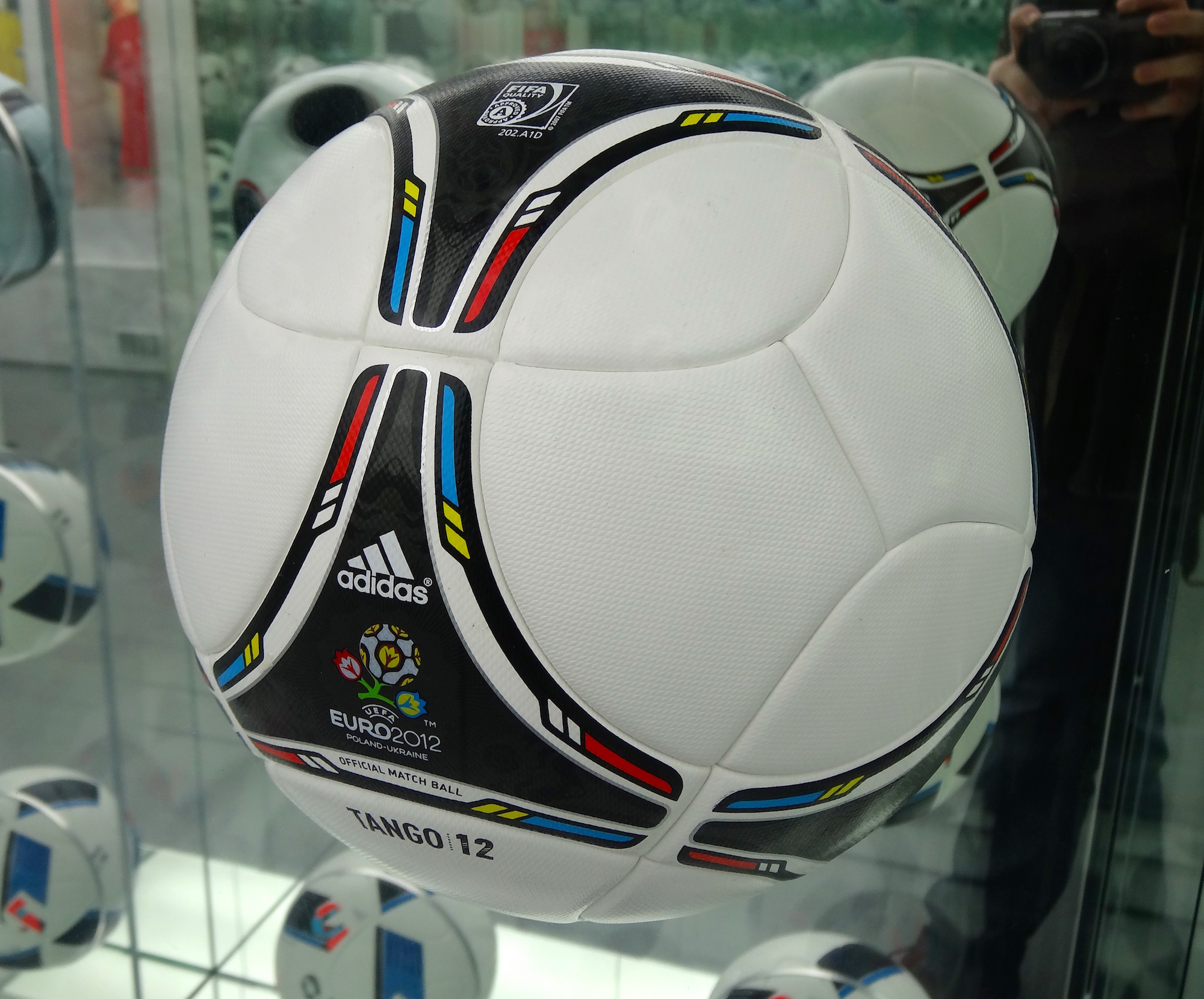
Piłka Adidas Tango 12

Tango 12 – oficjalna piłka Mistrzostw Europy w Piłce Nożnej 2012, produkcji firmy Adidas. Jej oficjalna prezentacja odbyła się 2 grudnia 2011 roku podczas gali losowania grup turniejowych Euro 2012. Złożona jest z 7 termicznie łączonych paneli pokrytych ziarnistą, wypukłą fakturą, która ma za zadanie ułatwiać kontakt z butem i kontrolę nad piłką.
W panele wpisane są specjalne grafiki nawiązujące do kultury ludowej i barw narodowych Polski i Ukrainy.
Podobnie jak Jabulani, wewnętrzna warstwa piłki wyściełana jest tkaną powłoką, oprócz tego jednak zastosowano nowy typ pęcherza pozwalający na zwiększenie retencji powietrza i redukcję absorpcji wody.
Wygląd piłki nawiązuje do modelu Tango z Mundialu 1978, na którego stylistyce oparte były piłki meczowe kolejnych mistrzostw świata oraz Europy aż do Euro 2000.
Zmodyfikowane wersje piłki Tango 12:
- The Albert – Letnie Igrzyska Olimpijskie 2012,
- Comoequa – Puchar Narodów Afryki 2012,
- Prime – Ekstraklasa Kanadyjsko Amerykańska sezon 2012,
- Tango Argentina 12 – Ekstraklasa Argentyńska sezon 2012.